# Sheykh Fāleḩ
Sheykh Fāleḩ är en ort i Iran.   Den ligger i provinsen Khuzestan, i den västra delen av landet, 500 km sydväst om huvudstaden Teheran. Sheykh Fāleḩ ligger 31 meter över havet och antalet invånare är 603.
Terrängen runt Sheykh Fāleḩ är mycket platt. Runt Sheykh Fāleḩ är det ganska tätbefolkat, med 144 invånare per kvadratkilometer. Närmaste större samhälle är Kāz̧em Ḩamd, 8,7 km öster om Sheykh Fāleḩ. Trakten runt Sheykh Fāleḩ är ofruktbar med lite eller ingen växtlighet.